# Dicropus tecticaudatus
Dicropus tecticaudatus är en mångfotingart som beskrevs av Loomis 1972. Dicropus tecticaudatus ingår i släktet Dicropus och familjen fingerdubbelfotingar. Inga underarter finns listade i Catalogue of Life.